# Jan Czuj

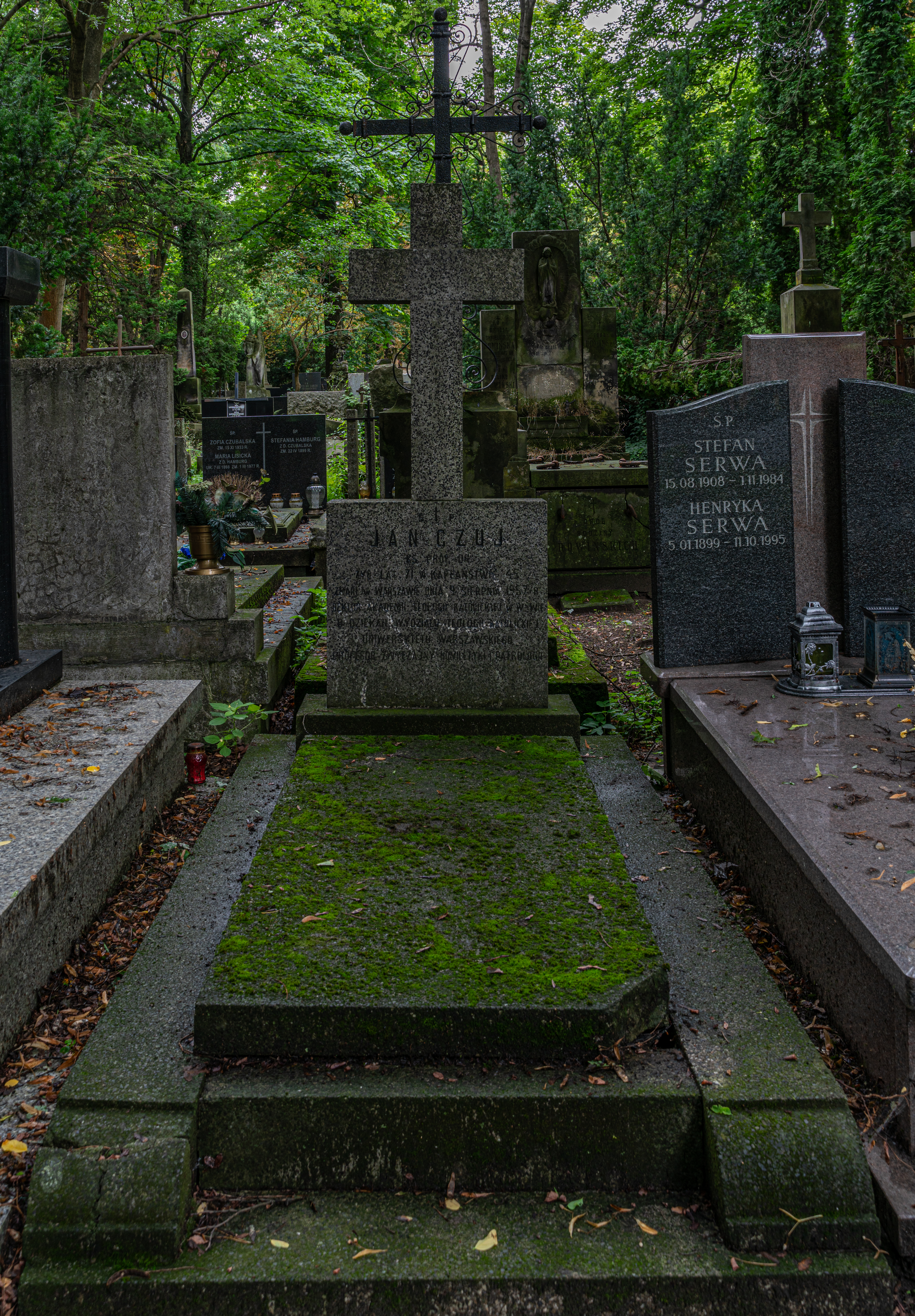
Grób Jana Czuja na cmentarzu Powązkowskim

Jan Czuj (ur. 20 maja 1886 w Borzęcinie, zm. 9 sierpnia 1957 w Warszawie) – polski duchowny rzymskokatolicki, profesor Uniwersytetu Warszawskiego, pierwszy rektor Akademii Teologii Katolickiej w Warszawie, jeden z księży patriotów.

## Życiorys
W 1908 wstąpił do Małego Seminarium Duchownego, gdzie po ukończeniu czteroletnich studiów teologicznych 29 czerwca 1912 otrzymał święcenia kapłańskie. W 1916 ukończył studia na Wydziale Teologicznym Uniwersytetu Jagiellońskiego, uzyskując stopień doktora w zakresie patrystyki. 1 lipca 1917 uzyskał nominację na katechetę w brzeskim Gimnazjum im. Jana barona Goetza. W Brzesku udzielał się w różnych organizacjach, m.in. w Stronnictwie Katolicko-Ludowym czy Naczelnym Komitecie Narodowym. W latach 1922–1935 pełnił funkcję posła do Sejmu RP. W 1938 opuścił Brzesko i przeniósł się do Warszawy, gdzie objął Katedrę Patrologii z Homiletyką na Wydziale Teologii Katolickiej Uniwersytetu Warszawskiego. Mianowany profesorem nadzwyczajnym homiletyki i patrologii z dniem 10 września 1938. Trzykrotnie był dziekanem tego wydziału. Został pierwszym rektorem Akademii Teologii Katolickiej. W 1948 został mianowany szambelanem papieskim Ojca Świętego Piusa XII.
Na początku lat 50. XX w. dołączył do ruchu księży patriotów, popierających władzę ludową i zmiany zachodzące w Polsce Ludowej po 1944 roku, i został jednym z jego przywódców. Był prezesem Komisji Intelektualistów (która organizowała dyskusje dotyczące problemów międzynarodowych oraz relacji między marksizmem a katolicyzmem), a także przewodniczącym zjazdu księży związanych z Ruchem Społeczno-Politycznym Katolików PAX, który to zjazd zaaprobował dekret o obsadzaniu stanowisk kościelnych, a odbył się 20 lutego 1953 w Lublinie.
Zmarł w Warszawie po kilkumiesięcznej chorobie 9 sierpnia 1957. Został pochowany na cmentarzu Powązkowskim w Warszawie (kwatera 206-1-6).

## Wybrane publikacje książkowe
- Kościół a państwo u św. Augustyna. Lwów: 1918, s. 62.
- Hierarchja kościelna u św. Augustyna. Lublin: Uniwersytet Lubelski, 1925, s. 127.
- Święty Augustyn o Żydach. Kraków: Gronuś i Orłowski, 1928, s. 60.
- Spór św. Augustyna ze św. Hieronimem : studjum biblijno-patrystyczne. Poznań: Księgarnia św. Wojciecha, 1934, s. 39.
- Poglądy św. Augustyna na wymowę kościelną. Warszawa: 1936, s. 55.
- Żywot św. Augustyna. Warszawa: Wydawnictwo SS. Loretanek-Benedyktynek, 1952, s. 227.

Był autorem tłumaczeń Ojców Kościoła. Autor antysemickiego artykułu w Ateneum Kapłańskim.

## Ordery i odznaczenia
- Krzyż Komandorski z Gwiazdą Orderu Odrodzenia Polski (22 lipca 1953)[8]
- Krzyż Komandorski Orderu Odrodzenia Polski (22 lipca 1951)[9]
- Złoty Krzyż Zasługi (dwukrotnie: 10 marca 1939[10], 20 lipca 1954[11])